# チャールズ・マッカーサー・ガンケイ・テイラー
チャールズ・マッカーサー・ガンケイ・テイラー（英語: Charles MacArthur Ghankay Taylor、1948年1月28日 - ）は、リベリアの政治家、軍事指導者。第22代リベリアの大統領（1997年8月3日 - 2003年8月11日）。

## 来歴

### 大統領就任まで
- 1948年モンロビア近郊の高級住宅地アーシントン（英語版）でアメリコ・ライベリアンの父とゴラ族（ドイツ語版）の母との間で生まれる（一説にはアメリコ・ライベリアンの血は入っておらず、現地の先住民とも言われている）。兄弟にボブと兄のネルソン（内戦で死亡している）がいる。息子にアメリカで拷問罪の罪で起訴されたチャールズ・“チャッキー”・テイラー・（ジュニア）がいる。
- 1970年代にアメリカ・ベントリー大学（英語版）で経済学を学ぶ。
- 1980年にサミュエル・ドウ政権下で調達庁長官に就任。その後公金横領容疑で逃亡先のアメリカで逮捕されたものの逃走。
- 1987年にガーナでブルキナファソ大使を介してリビアの最高指導者ムアンマル・アル＝カッザーフィーと接触。
- 1988年リビアのゲリラ訓練所でシエラレオネのアハメド・フォディ・サンコーと出会う。
- 1989年12月に反政府武装組織「リベリア国民愛国戦線(NPFL)」を結成し、コートジボワールから国境を越え、リベリア北部から進入し蜂起する。
- 1991年にはNPFLを隣国のシエラレオネに侵入させ、サンコーと共にシエラレオネ内戦も起こす。

### 大統領
- 1997年の大統領選挙に出馬。「He killed my ma, he killed my pa, he gets my vote」という有名なスローガンを打ち出し、エレン・ジョンソン・サーリーフに勝利して、8月2日に大統領に就任した[1]。なお、NPFLは国民愛国党に改組した。内戦は収まらず、反対派を軍隊や私兵を使って鎮圧する。また、中華人民共和国と国交断絶して台湾（中華民国）から資金援助を得た[2]。
- 2003年2月以降のアメリカ及び国際社会の圧力や反政府勢力の攻勢などを受け、同年8月11日に辞任しナイジェリアへ亡命。

## 裁判
- 2006年3月、亡命先のナイジェリア当局によって拘束。シエラレオネ内戦に関与、虐殺や非道な行為を働いたとして国際戦犯法廷から起訴。
- 2006年4月、シエラレオネの首都フリータウンでのシエラレオネ特別法廷に出廷して無罪を主張。
- 2006年6月、フリータウンで審理実施した際の政情不安の予想を理由に、国際刑事裁判所（オランダのハーグ）に法廷が設置され、それに伴いハーグに移送される（安保理決議1688による）。
- 2007年6月、4日の公判で、検察側の9人に対して弁護団が1人しかいないことを理由に審理出席を拒否。
- 2007年8月、新たな弁護団が就任し、テイラーも20日に出廷。判事団は新たな弁護団を用意する時間を与えるとして公判を2008年1月7日まで延期することを決定した。

### 判決
起訴された罪名は以下のとおりである。
| 番号 | 犯罪                                                                 | 犯罪の種類* | 判決 |
| --- | -------------------------------------------------------------------- | ----------- | ---- |
| 民間人へのテロ行為と集団罰 |                                                                      |             |      |
| 1 | テロ行為                                                             | WC          | 有罪 |
| 非合法な殺害 |                                                                      |             |      |
| 2 | 殺害                                                                 | CAH         | 有罪 |
| 3 | 人の生命、健康および身体的または精神的な幸福に対する暴力、特に殺人   | WC          | 有罪 |
| 性暴力 |                                                                      |             |      |
| 4 | 強姦                                                                 | CAH         | 有罪 |
| 5 | 性奴隷制度およびその他のあらゆる性暴力                               | CAH         | 有罪 |
| 6 | 個人の尊厳の侵害                                                     | WC          | 有罪 |
| 身体的暴力 |                                                                      |             |      |
| 7 | 人の生命、健康、身体的または精神的な幸福に対する暴力、特に残虐な扱い | WC          | 有罪 |
| 8 | その他、非人道的行為                                                 | CAH         | 有罪 |
| 少年兵の使用 |                                                                      |             |      |
| 9 | 15歳未満の少年の徴兵、敵対行動に積極的に使用すること                 | VIHL        | 有罪 |
| 拉致・強制労働 |                                                                      |             |      |
| 10 | 隷属化                                                               | CAH         | 有罪 |
| 強奪 |                                                                      |             |      |
| 11 | 強奪                                                                 | WC          | 有罪 |
| *適用される犯罪: - CAH = 人道に対する罪 - WC = ジュネーブ諸条約共通第3条および第二追加議定書違反 - VIHL = その他、国際人道法の重大な違反 |                                                                      |             |      |

裁判長を担当したサモア人のリチャード・ルーシックは、「人類史に記録される中で最も凶悪で残忍ないくつかの犯罪を支援し、また計画をした責任がある」とコメントした。
- 2007年6月、4日の公判で、検察側の9人に対して弁護団が1人しかいないことを理由に審理出席を拒否。
- 2007年8月、新たな弁護団が就任し、テイラーも20日に出廷。判事団は新たな弁護団を用意する時間を与えるとして公判を2008年1月7日まで延期することを決定した。
- 2012年4月26日、特別法廷で有罪判決。国際連合が設置する法廷での国家元首経験者に対する有罪判決は史上初。
- 2012年5月31日、特別法廷で禁固50年の量刑となった。テイラー側は控訴する方針。
- 2013年9月26日、禁固50年の量刑が確定。
- 2013年10月15日、イングランドのダラムのHM刑務所フランクランド（英語版）に収監された。2020年11月時点でも収監されている[5]。
- 2021年10月、テイラーは、大統領退任後の未払い給料についてリベリア政府を告訴し、西アフリカ諸国経済共同体（ECOWAS）の法廷に提出した。

## 家族
チャールズ・マッカーサー・エマニュエル（別名でロイ・マッカーサー・ベルファスト・ジュニア、Roy M Belfast,Jr.とも言う）はテイラーの実の息子で“チャッキー”の愛称で知られている。アメリカ生まれでフロリダ州マイアミに住み、アメリカ市民権も取得している。父がリベリアの政権を握っていた時は警備担当を務めていた。そして2002年7月24日リベリアの首都モンロビア周辺で、ある男性（検察は特定していない）を拉致し、熱したアイロンを押しつけたり、熱湯をかけたり、性器に電気ショックを与えたり、囚人同士に同性間性行為を強要するなど残酷な拷問をしていたとされる。フロリダ州南部を管轄する連邦検察官事務所は2006年に拷問罪で彼を起訴した。
2018年1月22日に発足したジョージ・ウェア政権で副大統領を務めているジュエル・テイラーはテイラーの元妻である。